# Rosa kuhitangi
Rosa kuhitangi là loài thực vật có hoa trong họ Hoa hồng. Loài này được Nevski miêu tả khoa học đầu tiên.